# Savannah (Texas)
Pour les articles homonymes, voir Savannah.
Savannah est une census-designated place située dans le comté de Denton, dans l’État du Texas, aux États-Unis. Sa population s’élevait à 3 318 habitants lors du recensement de 2010.